# Vivekananda-Felsendenkmal
Vivekananda-Felsendenkmal (englisch Vivekananda Rock Memorial) ist eine beliebte Touristenattraktion in Vavathurai, Kanyakumari, an der südlichsten Spitze Indiens. Das Denkmal steht auf einem von zwei Felsen, die sich etwa 500 Meter vom Festland von Vavathurai entfernt befinden. Es wurde 1970 zu Ehren von Swami Vivekananda erbaut, der auf dem Felsen die Erleuchtung erlangt haben soll. Das Denkmal besteht aus zwei Hauptgebäuden, dem Vivekananda Mandapam und dem Shripada Mandapam. Die Meditationshalle, bekannt als Dhyana Mandapam, ist ebenfalls an das Denkmal angeschlossen, dort können Besucher meditieren. Das Design der Mandapa beinhaltet verschiedene Stile der Tempelarchitektur aus ganz Indien. Die Felsen der Insel sind vom Lakkadiven-Meer umgeben, wo die drei Ozeane Golf von Bengalen, Indischer Ozean und Arabisches Meer aufeinandertreffen.